# قهوه‌ای‌میگوواران
قهوه‌ای‌میگوواران(نام علمی: Crangonoidea) نام یک بالاخانواده از زیرراسته شنارویان‌داران است.